# Greatest Hits (album av Elisabeth Andreassen)
Greatest Hits utkom 1986 och är ett Greatest hits-album av den norska sångerskan Elisabeth Andreasson.

## Låtlista
1. Ängel i natt (The Power of Love)
2. Drömmer om dej i natt
3. Operator
4. Jag vågar tala om
5. What's Forever for
6. Stanna
7. We'll Make It - duett med Jan Andreasson
8. Stjärnhimmel
9. Du värmer mej
10. Det kan aldrig bli du
11. När jag behövde dig mest (Just When I Needed You Most)
12. Se på mej jag flyger

### Fotnoter
1. ↑  Elisabeth Andreassen fansite - Samlingar